# Пантусов, Пётр Алексеевич
Пётр Алексеевич Пантусов (1851 — не ранее 1915) — курмышский уездный предводитель дворянства, член III Государственной думы от Симбирской губернии.

## Биография

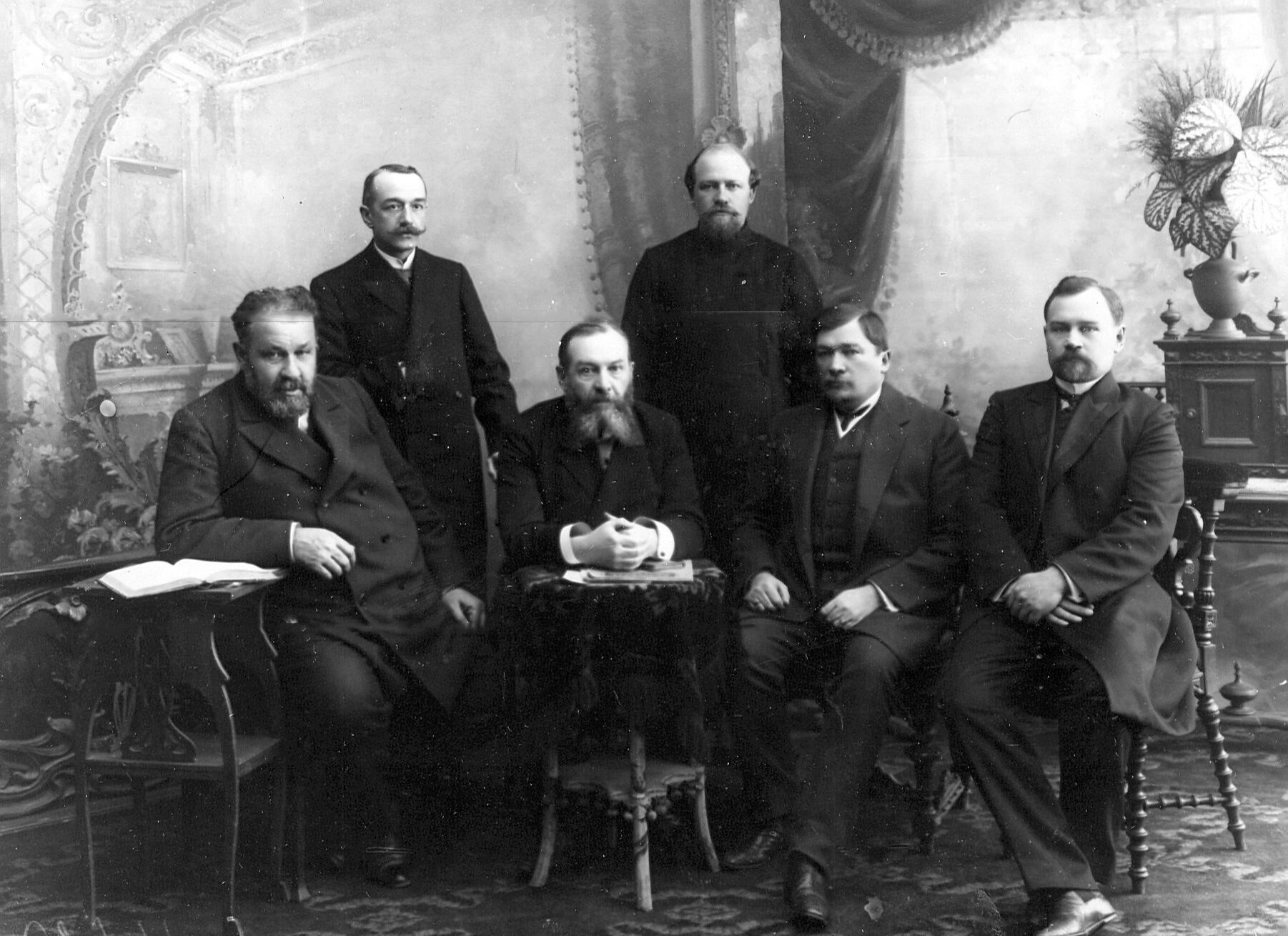
Члены Государственной думы III созыва от Симбирской губернии. П. А. Пантусов — первый слева, сидит.

Из потомственных дворян. Землевладелец (250 десятин).
По окончании Самарской гимназии поступил в Санкт-Петербургский технологический институт, однако в 1875 году оставил его и в следующем году был избран непременным членом Курмышского уездного по крестьянским делам присутствия.
В 1881—1891 годах был участковым мировым судьей по Курмышскому уезду, а в 1891—1897 годах — земским начальником в том же уезде. В 1898 году был избран председателем Курмышской уездной земской управы, а в 1908 году — курмышским уездным предводителем дворянства, в каковой должности пробыл до 1914 года. Дослужился до чина действительного статского советника (6 декабря 1911), из наград имел ордена Св. Анны 3-й степени (1895) и Св. Владимира 4-й степени (1914). Активно работал в области просвещения инородцев Симбирской губернии. Участвовал в съездах Объединённого дворянства.
В 1907 году был избран членом III Государственной думы от Симбирской губернии. Входил в Национальную группу, с 3-й сессии — в русскую национальную фракцию, в 4-ю сессию — во фракцию правых, затем вновь в русскую национальную фракцию. Состоял членом комиссий: финансовой, по переселенческому делу, а также по местному самоуправлению. Был членом Русского собрания, в 1912 году входил в устроительный совет Всероссийских съездов.
Дальнейшая судьба неизвестна. Был женат.